# Кастелминио (Тревизо)
Кастелминио је насеље у Италији у округу Тревизо, региону Венето.
Према процени из 2011. у насељу је живело 2539 становника. Насеље се налази на надморској висини од 28 м.